# L'Arc de triomphe (pièce de théâtre)
Pour les articles homonymes, voir Arc de triomphe (homonymie).
L’Arc de triomphe est une pièce de théâtre de Marcel Mithois d’après l’œuvre de Franca Valeri, créée au théâtre Saint-Georges le 3 novembre 1973.

## Distribution
- Sophie Desmarets : Françoise
- Louis Velle : Gaston
- Jacqueline Jehanneuf : Anne-Marie
- Annie Savarin : Brigitte
- Anne Aor : Nathalie
- Jacqueline Doyen : Germaine
- Lucienne Hamon : Albane de Perret
- Alain Miranda : L’ouvrier

- Mise en scène : Jacques Charon
- Décors : Claude Catulle
- Costumes : Philippe Venet (robes)

Le texte de la pièce a été publié par L'Avant-scène théâtre (no 535 , 1974).